# Cethegus
Cethegus es un género de arañas migalomorfas de la familia Dipluridae. Se encuentra en Australia.

## Lista de especies
Según The World Spider Catalog 11.5:
- Cethegus barraba Raven, 1984
- Cethegus broomi (Hogg, 1901)
- Cethegus colemani Raven, 1984
- Cethegus daemeli Raven, 1984
- Cethegus elegans Raven, 1984
- Cethegus fugax (Simon, 1908)
- Cethegus hanni Raven, 1984
- Cethegus ischnotheloides Raven, 1985
- Cethegus lugubris Thorell, 1881
- Cethegus multispinosus Raven, 1984
- Cethegus pallipes Raven, 1984
- Cethegus robustus Raven, 1984